# Гизела Мауермајер
Гизела Мауермајер (Минхен, 24. новембар 1913 — Минхен, 9. јануар 1995) бивша је немачка атлетска репрезентативка, олимпијска победница у бацању диска на Олимписким играма 1936. у Берлину.

## Биографија
Када је имала 18 година, постала је чланица НСДАП и добила место председника Минхенског друштва за интересе жена.Следећег лета почела је да се бави атлетиком у минхенском клубу „Нимфенбург”, а тренер јој је био Јозеф Цахмајер.
На Светским женским играма [1934]. и победила је у бацању кугле, постављајући светски рекорд од 13,67 м, била је друга у бацању диска (40,65 м) а и у петобоју је поставила рекорд од 377 бодова.
Ови резултати обезбедили су јој место у немачком тиму на предстојећим Олимпијским играма 1936. године. Али пошто ни бацање кугле, ни петобој нису били на олимпијском програму, она се фокусирала на бацање диска и на крају је постала олимпијска победница резултатом 47,63 м што је био и олимпијски рекорд.
На Европском првенству 1938. у Бечу, победила је у бацању диска са 44,80 ми друга у бацању кугле од 13,27 м. Исте године запослила се у гимназији у Минхену, као наставник физичког васпитања. Године 1942. завршила је своју спортску каријеру.
Због своје нацистичке прошлости након рата, Гизела Мауермајер је отпуштена из гимназије и дуго је остала без посла. Затим је студирала биологију, а од 1954. до 1975. године водила је библиотеку Зоолошке државне колекције у Минхену.
Године 1951. Мауермајер је била један од суоснивача првог женског одбора немачког спортског друштва и била активан члан до 1967. НОК Савезне Републике Немачке изабрао ју је за његовог почасног члана, а касније је укључила у његов Савет ветерана, чији је члан била до своје смрти. Осим тога, на оснивачком састанку Одбора немачке фондације за подршку спорту, одржаном 12. јула 1967. године, постала је члан НОК-а.